# Furumon
Furumon is een plaats in de gemeente Sölvesborg in het landschap Blekinge en de provincie Blekinge län in Zweden. De plaats heeft 69 inwoners (2005) en een oppervlakte van 19 hectare.